# Portiere (hockey su ghiaccio)

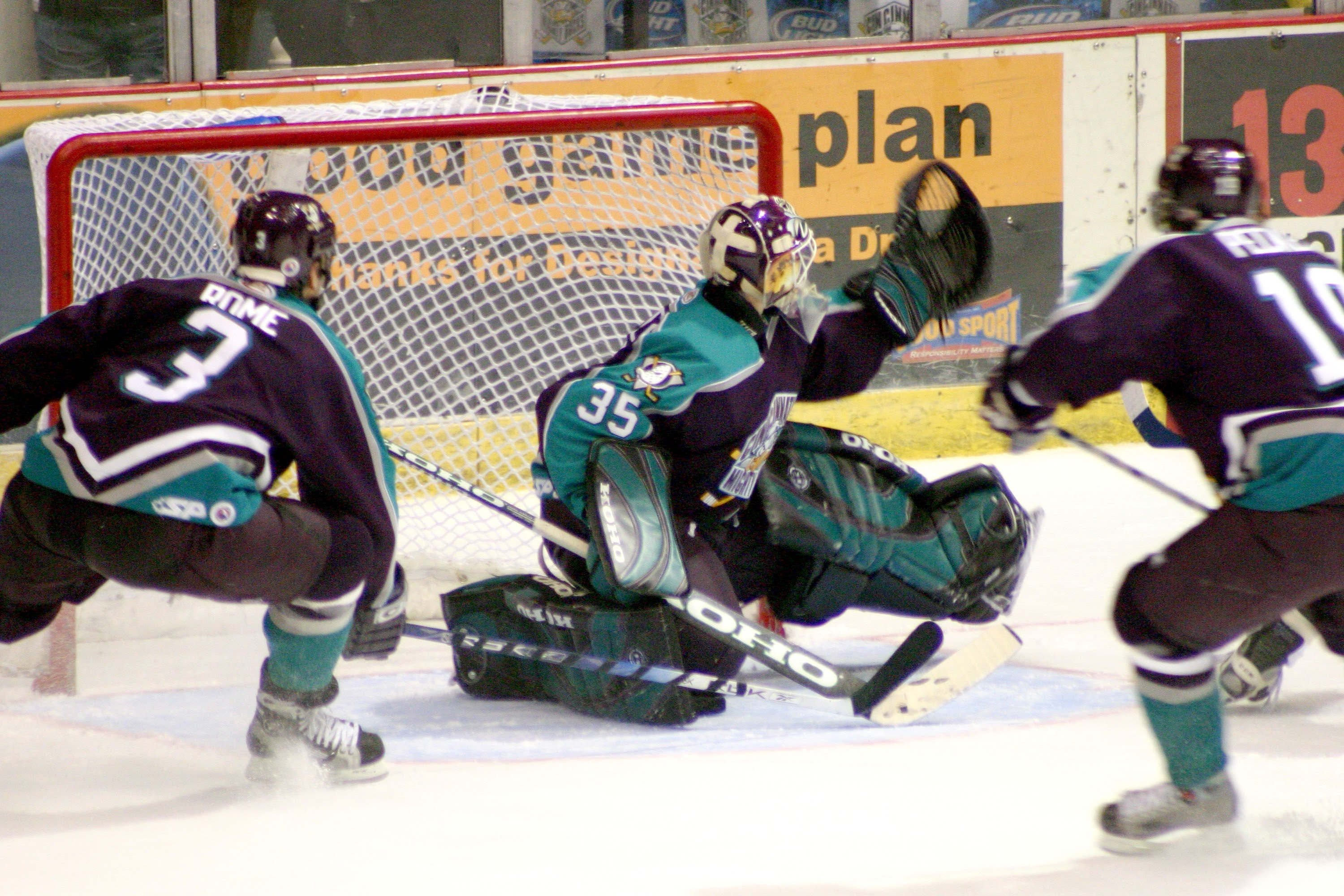
Il portiere dell'hockey su ghiaccio

Il portiere (in inglese chiamato goaltender in questo sport, ma anche goalie o netminder) nell'hockey su ghiaccio è il giocatore che difende la porta della sua squadra fermando i tiri del puck che stanno per entrare in rete, impedendo così alla squadra avversaria di segnare. Il portiere di solito gioca dentro o vicino all'area di fronte alla rete (area di porta, in inglese goal crease, o più semplicemente crease). A causa della potenza e della frequenza dei tiri, il portiere indossa un completo speciale progettato per proteggere il corpo dall'impatto diretto con il puck. Non più di un giocatore in ogni squadra di hockey può rivestire il ruolo di portiere durante una partita.

## Privilegi
Il portiere è tipicamente una posizione specializzata nell'hockey su ghiaccio; a livelli professionistici nelle partite, nessun portiere gioca in altre posizioni così come nessun altro giocatore gioca nel ruolo di portiere. Una squadra di hockey su ghiaccio solitamente può avere 2 o 3 portieri nella sua rosa. Il portiere gode di privilegi particolari che gli altri giocatori non hanno: egli veste un completo speciale da portiere che è soggetto a regole diverse da quelle che riguardano l'equipaggiamento degli altri giocatori. Il portiere può tenere (o stoppare) legalmente il disco con le sue mani provocando un'interruzione del gioco. Se un giocatore dell'altra squadra lo colpisce senza provare a scansarsi dalla sua traiettoria, questo giocatore viene penalizzato. In alcuni campionati, se il bastone del portiere si rompe, egli può continuare a giocare con il bastone rotto finché il gioco non viene fermato, a differenza degli altri giocatori che devono gettare immediatamente il proprio bastone se rotto.

## Salvataggi

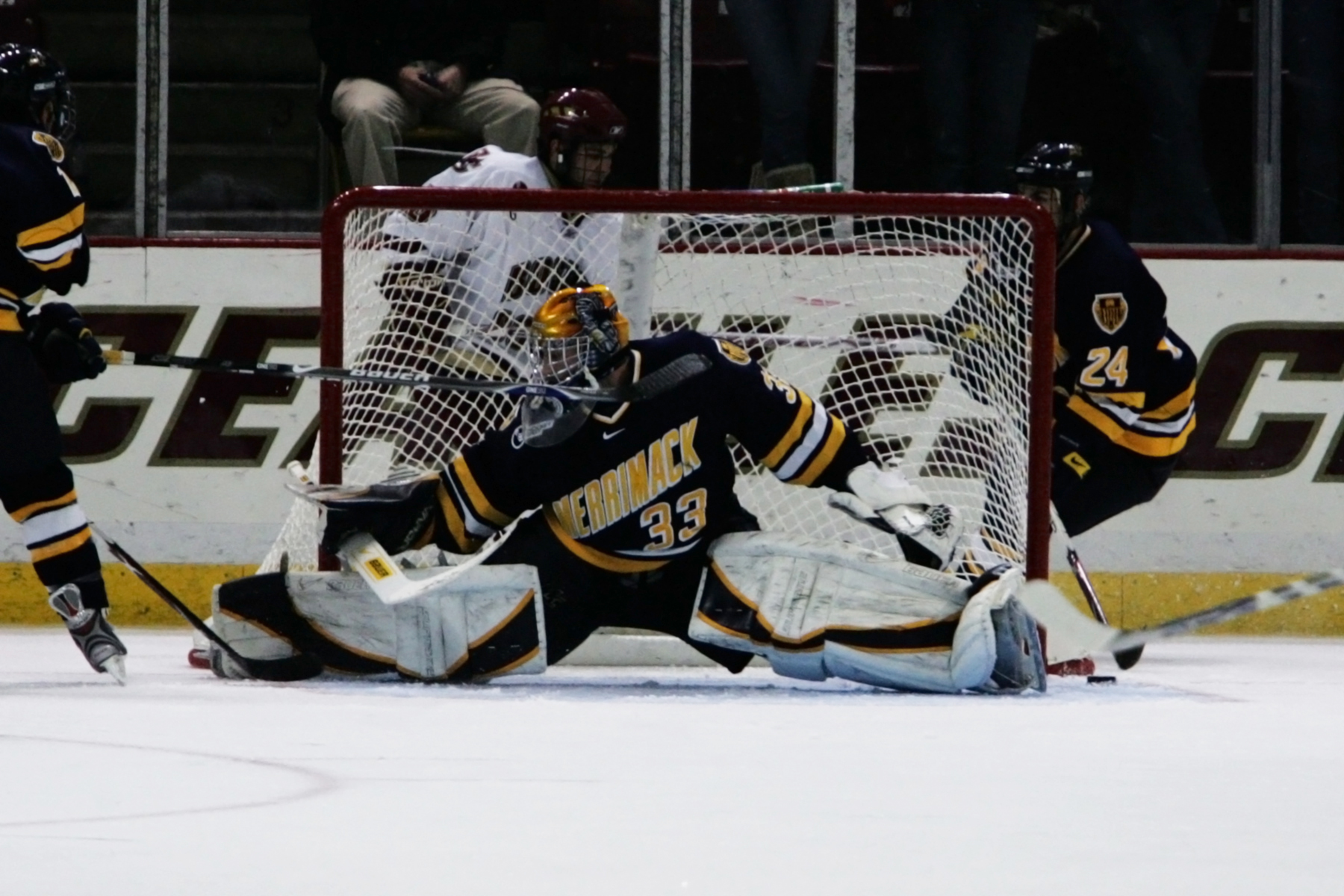
portiere in posizione a farfalla

Quando un portiere blocca o stoppa un tiro che stava per andare in rete, quell'azione prende il nome di salvataggio. I portieri spesso hanno uno stile particolare, ma in generale fanno salvataggi in tutti i modi possibili: prendendo il disco con la mano che indossa la presina, deviando il tiro con i loro bastoni, bloccandolo con le protezioni sulle gambe (gambali) o su altre parti del loro corpo (biscotto, presina, ecc.), buttandosi in posizione a farfalla (butterfly) per bloccare i tiri bassi in arrivo, in special modo quelli fatti da breve distanza. Dopo aver compiuto un salvataggio il portiere cerca di controllare il rimbalzo per evitare che l'avversario segni quando il portiere è fuori posizione ('scoring on a rebound' in inglese), o semplicemente cerca di permettere alla propria squadra di prendere il controllo del disco.  Spesso i portieri bloccano il disco per controllare meglio come rimetterlo in gioco: se c'è pressione immediata, un portiere può scegliere di tenere il disco (per un secondo o più, a seconda del giudizio dell'arbitro) per fermare il gioco per uno scontro. Se il portiere tiene il disco troppo a lungo si ripartira da un ingaggio nella propria 3/4 di campo.

## Shutout
Quando un portiere termina una partita senza aver subito reti si parla di shutout (acronimo SO).

## Curiosità
- Il serial killer Jason Voorhees di Venerdì 13 indossa da Venerdì 13: weekend di terrore proprio una maschera da portiere di hockey su ghiaccio.